# Garzaia della Roggia Torbida
Garzaia della Roggia Torbida este o arie protejată (arie specială de conservare — SAC, sit de importanță comunitară — SCI) din Italia întinsă pe o suprafață de 14 ha, integral pe uscat.

## Localizare
Centrul sitului Garzaia della Roggia Torbida este situat la coordonatele 45°04′37″N 9°06′29″E / 45.076944°N 9.108056°E.

## Înființare
Situl Garzaia della Roggia Torbida a fost declarat sit de importanță comunitară în iunie 1995 pentru a proteja 23 de specii de animale. Situl a fost protejat și ca arie specială de conservare în iulie 2016.

## Biodiversitate
Situată în ecoregiunea continentală, aria protejată conține 2 habitate naturale: Păduri mixte riverane de Quercus robur, Ulmus laevis și Ulmus minor, Fraxinus excelsior sau Fraxinus angustifolia, de-a lungul marilor râuri (Ulmenion minoris), Păduri aluvionare cu Alnus glutinosa și Fraxinus excelsior (Alno-Padion, Alnion incanae, Salicion albae).
La baza desemnării sitului se află mai multe specii protejate:
- păsări (22): lăcar-de-mlaștină (Acrocephalus palustris), pițigoi codat (Aegithalos caudatus), Cettia cetti, porumbel gulerat (Columba palumbus), cioară neagră (Corvus corone), cuc (Cuculus canorus), pițigoi albastru (Cyanistes caeruleus), ciocănitoare pestriță mare (Dendrocopos major), gaiță (Garrulus glandarius), capîntortură (Jynx torquilla), privighetoare (Luscinia megarhynchos), codobatura galbenă (Motacilla flava), grangur (Oriolus oriolus), pițigoi mare (Parus major), vrabie de câmp (Passer montanus), ciocănitoarea verde (Picus viridis), sitar de pădure (Scolopax rusticola), cănăraș (Serinus serinus), turturică (Streptopelia turtur), silvie cu cap negru (Sylvia atricapilla), pănțărușul (Troglodytes troglodytes), mierlă (Turdus merula)
- amfibieni (1): Triturus carnifex

Pe lângă speciile protejate, pe teritoriul sitului au mai fost identificate 5 specii de plante, 3 specii de amfibieni, 5 specii de mamifere, 5 specii de reptile.